# John Joe Patrick Finn
John Joe Patrick Finn Benoa (* 24. September 2003 in Madrid) ist ein spanisch-irischer Fußballspieler, der aktuell bei Stade Reims in der Ligue 1 spielt.

## Karriere
Finn begann seine fußballerische Laufbahn in seiner Geburtsstadt Madrid, beim dort ansässigen Real Madrid, die ihn im Alter von acht Jahren verpflichteten. Anschließend durchlief er noch die Stationene Canillas und Alcobendas, bis er schließlich beim FC Getafe anheuerte. 2020 unter schrieb er dort einen Vertrag bei der U19, der für ein Jahr gültig ist. Jedoch wurde er Ende November 2020 bereits in den Kader der Profimannschaft berufen und gab am 5. Dezember 2020 (12. Spieltag) bereits sein Debüt, als er bei einer Niederlage gegen den UD Levante zu einem Kurzeinsatz kam. Anschließend kam er zu immer mehr Kurzeinsätzen und spielte in seinem dritten Spiel bei Getafe von Beginn an und über die volle Spielzeit in der Copa del Rey. In der Saison 2020/21 absolvierte Finn insgesamt sechs Ligaspiele sowie zwei Einsätze im Pokal. In den beiden darauffolgenden Spielzeiten gehörte er zwar vereinzelt zum Spieltagskader der Profimannschaft, kam jedoch nicht mehr zum Einsatz. In der Saison 2023/24 spielte er überwiegend in der zweiten Mannschaft und stand lediglich in der ersten Runde der Copa del Rey beim Spiel gegen den Sechstligisten CF Tardienta für die erste Mannschaft auf dem Platz. In der Spielzeit 2024/25 kehrte er in den Profikader zurück und kam ab September zu vier Einsätzen in der La Liga – sein erster Ligaeinsatz seit Januar 2021. Im Januar 2025 wechselte er für eine Ablösesumme von 1,2 Millionen Euro zum französischen Erstligisten Stade Reims.

## Spezielles
Finn wird in mehreren Medien als einer der größten irischen Fußballtalente gehandelt und war 2020 bei Real Madrid schon heiß begehrt.